# Claus Dieter Kernig
Claus Dieter Kernig (* 5. September 1927 in Berlin; † 23. Januar 2019) war ein deutscher Politikwissenschaftler.

## Leben und Wirken
Als Sohn des Journalisten Willy Kernig und seiner Ehefrau Helene Dietel studierte er Philosophie bei Martin Heidegger, Theologie, Volkswirtschaftslehre und Politikwissenschaften bei Arnold Bergstraesser. Nach seiner Promotion 1958 an der Universität in Freiburg arbeitete er bis 1961 als wissenschaftlicher Assistent an der Universität in Marburg. Danach betätigte er sich als Berater in politischen Fragestellungen. Gleichzeitig widmete er sich der näheren Erforschung der politischen Entwicklung des Sowjetsystems und seiner Ideologie.
Folge dieser Untersuchungen war eine sechsbändige Ausgabe über den Systemvergleich des sowjetischen Systems mit den demokratischen Gesellschaften. Für dieses Werk gewann er die Unterstützung und Mitarbeit von Kennern der Sowjetunion und von über vierhundert Experten in den Bereichen der Philosophie und Staatswissenschaften.
Im Jahre 1968 nahm er einen Lehrauftrag an der Universität Freiburg an, wo er dann als Honorarprofessor arbeitete. Ab 1972 nahm er eine Tätigkeit im Zentrum für angewandte Wirtschaftsforschung „Prognos“ in Basel auf. Zwei Jahre später nahm er einen Ruf an die Universität Trier an als Professor für Politikwissenschaft. Mit seinen Kenntnissen betätigte er sich als Industrieberater bei Exporten in die Sowjetunion. Dabei gewann er tiefere Einblicke in die industrielle Organisation in der Sowjetunion.
Im Jahre 1980 gewann er deshalb die Überzeugung, dass die mangelnde industrielle und technologische Entwicklung in der UdSSR zu einem ökonomischen Niedergang führen würde. Weiterhin konnte er Einsichten in die Entwicklung der Volksrepublik China nach der Abwendung von der maoistischen Industriepolitik erhalten. Dazu ging er nach Asien und Afrika und unterrichtete Beamte über diese neuen Entwicklungen.
Ein sehr pessimistische Entwicklung sah er nach dem Jahre 2000 für Russland voraus. Er prognostizierte, dass der neue Präsident Wladimir Wladimirowitsch Putin keine neue Industriepolitik für Russland einleiten könnte, die Russland einen Anschluss an die entwickelten Industrienationen ermöglichen würde. Die Fehler, die die vorhergehenden Präsidenten Gorbatschow und Jelzin begangen hätten, wären für die weitere Entwicklung Russlands verhängnisvoll gewesen.
Ab 2002 wandte er sich den Fragen der zukünftigen Energieversorgung und der Bevölkerungsentwicklung in Deutschland zu.
Seit 1956 war er mit Henni Hansen verheiratet.

## Schriften
- Die Bedeutung der Kritik im Sowjetischen Sozialismus, Freiburg/Breisgau 1958
- Sowjetsystem und demokratische Gesellschaft. Bd. 1. Abbildtheorie bis Diktatur des Proletariats, 1966
- Sowjetsystem und demokratische Gesellschaft. Bd. 2. Diplomatie bis Identität, 1968
- Sowjetsystem und demokratische Gesellschaft. Bd. 3. Ideologie bis Leistung, 1969
- Sowjetsystem und demokratische Gesellschaft. [Sonderband]. Die kommunistischen Parteien der Welt, 1969
- Person und Revolution, Marx, Lenin, Mao. Eine Einführung in Werk und Wirken als Hrsg., Freiburg 1972
- Sowjetsystem und Demokratische Gesellschaft Bd. 5: Personenkult und Sozialpsychologie, 1972
- Sowjetsystem und Demokratische Gesellschaft Bd. 6: Sozialrevolutionäre – Zufall, 1973
- Marxismus im Systemvergleich,  3 Bände, als Hrsg., Frankfurt/Main 1973–1974
- Die Utopie ist leer: Zukunftsperspektiven der industriellen Kultur, 1976
- Sozialismus. Ein Handbuch. Band 1: Von den Anfängen bis zum Kommunistischen Manifest, Stuttgart 1979
- Sozialismus. Ein Handbuch. Band 2: Von der Orthodoxie bis zur Aufsplitterung, 1986
- Lenins Reich in Trümmern. Schatten über Russlands Zukunft, Stuttgart 2000
- Energieversorgungskonzepte im 21. Jahrhundert: Die Rolle der Kernenergie, mit Gert Maichel und Pedro M. de Sampaio Nunes, 2002
- Und mehret euch? Deutschland und die Weltbevölkerung im 21. Jahrhundert, Bonn 2006

## Referenzen
- Walter Habel: Wer ist wer?, Lübeck 1993
- Claus D. Kernig 80, Artikel in der FAZ vom 5. September 2007
- Kürschners Deutscher Gelehrten-Kalender 2007, Band II, München 2007